# 烏梅

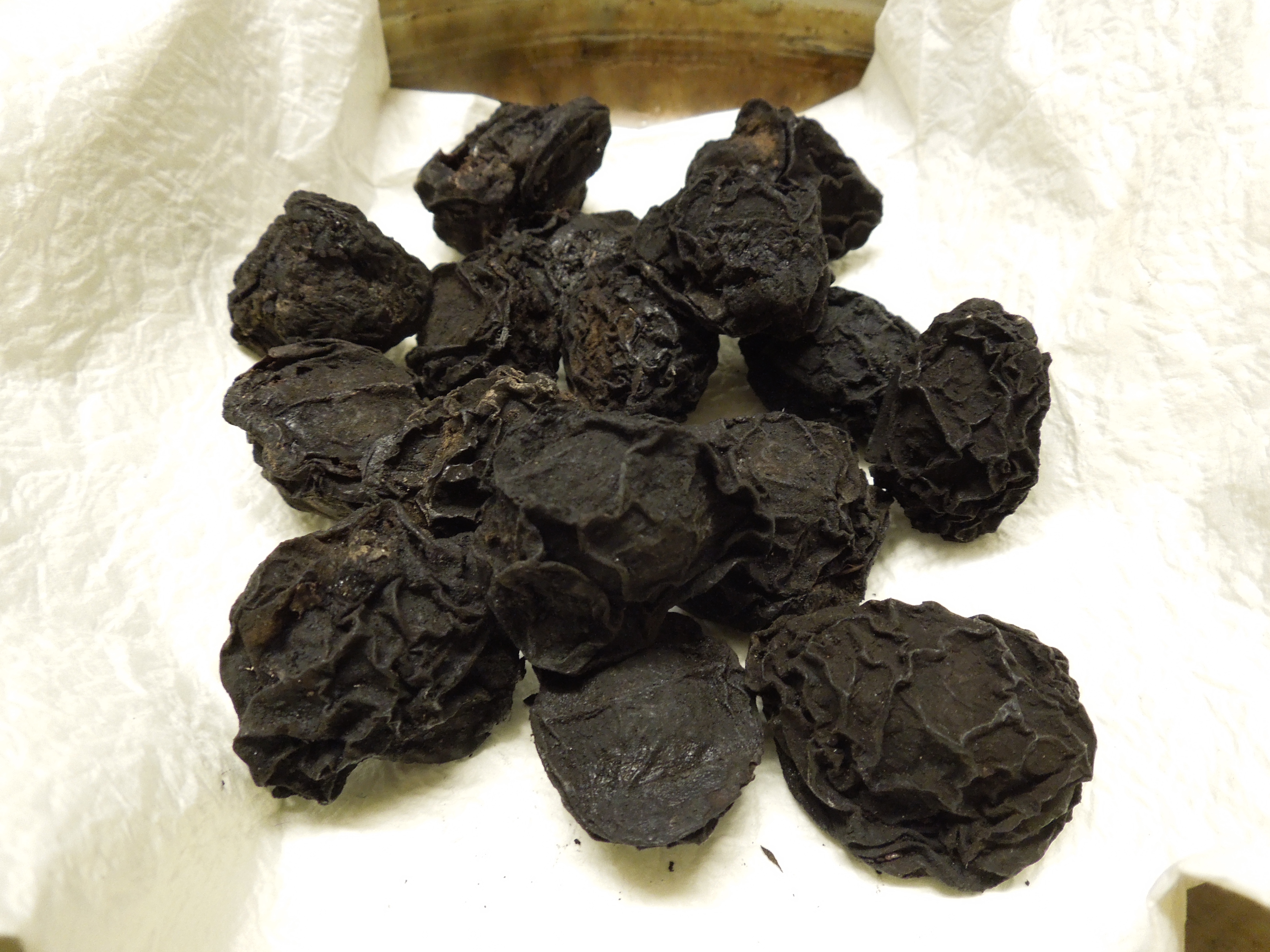
烏梅（産地不明）

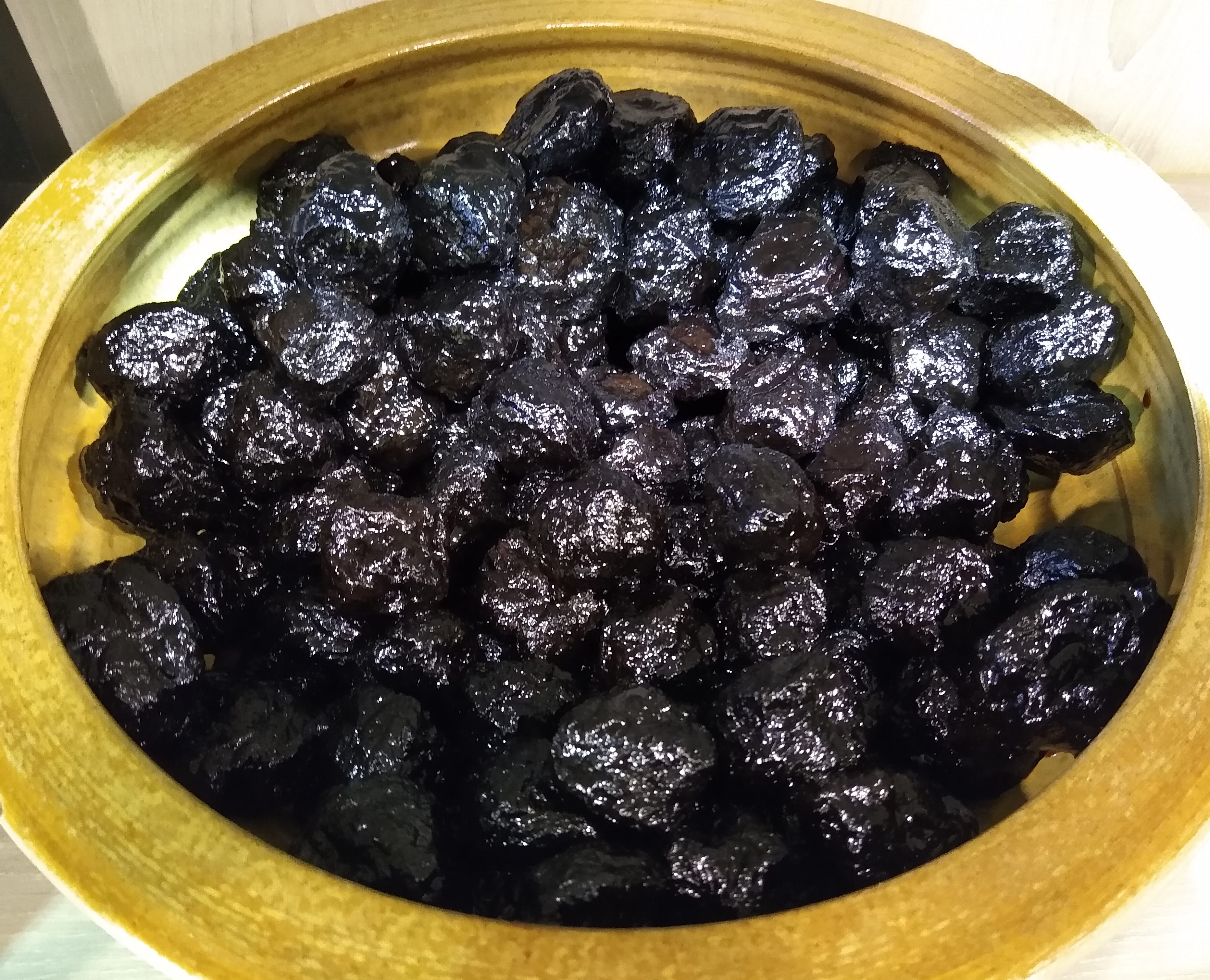
烏梅（台湾）

烏梅（うばい）とは梅の実を加工したもので、 漢方薬、酸梅湯の原料、あるいはベニバナ染めの媒染剤・発色剤として使われる。生薬としての烏梅は主に中華人民共和国で作られて世界中に流通している。日本産の烏梅は、化学染料・薬剤を使わない日本の伝統的ベニバナ染めに使われる。

## 月ヶ瀬の烏梅製造の歴史
元弘の乱（1331年）の際、笠置から後醍醐天皇が落ち延び、女官の一部が奈良県月ヶ瀬方面にも逃げたという。その１人園生姫（そのうひめ・姫若：ひめわか又は姫宮：ひめみや）が滞留し、世話になった礼として烏梅の製法を教えたという。また、加賀藩主 前田利家(1538～1599)が浪々の折り、この地を訪れて、天神神社（月ヶ瀬）境内に多くの梅の実が落ちている様を見て烏梅を作り、京都に送ったのが始まりとも言う。(烏梅製造 記録作成(1)より抜粋)
京都の染物屋に卸された烏梅は同重量の米よりも高価に取引され、田畑の少ない山間地において重要な収入源となった。その為、急峻な山の斜面すら切り開いて梅の木を植え、月ヶ瀬の渓谷を数万本の梅樹で埋め尽くしたという。これが月ヶ瀬梅渓の始まった原因である。
収入源となっていた烏梅生産は、明治以降、安価な化学染料が輸入されるに及び、需要は激減して急速に衰退していった。作物の転換を余儀なくされ、梅の木を切り、桑や茶を植えるようになると、烏梅製造はほとんど絶えていった。
第二次世界大戦前には、それでも数件あった烏梅製造も、戦後は1軒のみとなって現在に至る。
現存する烏梅製造は日本唯一、奈良県奈良市月ヶ瀬でのみ確認されている。月ヶ瀬の烏梅製造は700年以上の歴史があり、現在は国選定文化財保存技術者（いわゆる人間国宝）として、中西喜祥は「烏梅製造」としては初めて(1995年5月)認定された。子の中西喜久も文部科学省から2011年7月15日に認定を受けた。

## 烏梅の製法
日本国の奈良県月ヶ瀬に残る烏梅製造は、古代中国から伝わった製法を独自に進化させたもので、漢方薬の烏梅の製法とは異なる。

### 月ヶ瀬の烏梅と漢方薬の烏梅の違い
|              | 原料             | 副原料 | 製法     |
| ------------ | ---------------- | ------ | -------- |
| 月ヶ瀬の烏梅 | 完熟した梅の実   | 煤     | 蒸し焼き |
| 漢方薬の烏梅 | 青い未熟な梅の実 | 無し   | 薫製     |

1. 完熟して落下した梅の実を集める。
2. 梅の実に煤（スス）をまぶし付けて、梅簾（うめすだれ。割竹と荒縄でつくられた板状の道具。竹箕）に敷き詰める。
3. 予め地面に掘ってあった土窯に、籾殻や割木で火種を付け、その上に梅簾を置く。
4. 梅簾を二枚重ねたら、筵（むしろ）を隙間なく被せ、水を撒いて湿らせる。
5. 一昼夜、蒸し焼きにして、天日で乾燥させる。
6. 表面が乾いて固まったら、筵に移して間隔を開けて並べ、振ると種がコロコロと振動するまで乾かして完成。